# Marian Kowalski (astronom)
Marian Albertowicz Kowalski (ros. Мариан Альбертович Ковальский, ur. 15 sierpnia lub 15 października 1821  w Dobrzyniu nad Wisłą, zm. 16 maja?/28 maja 1884 lub 27 czerwca?/9 lipca 1884 w Kazaniu) – polski astronom działający głównie w Rosji.

## Życiorys
Pochodził z zubożałej polskiej rodziny szlacheckiej. Ukończył gimnazjum w Płocku. Absolwent Uniwersytetu w Petersburgu. Po studiach prowadził badania geodezyjne w północnych częściach Gór Uralskich za pośrednictwem Rosyjskiego Towarzystwa Geograficznego.
Począwszy w 1854 był dyrektorem obserwatorium na Uniwersytecie w Kazaniu, i dziekanem wydziału fizyki i matematyki tego uniwersytetu. W obserwatorium tym zajmował się m.in. obliczaniem orbity planety Neptun, z badań nad nią sporządził pracę naukową Teoria ruchu Neptuna za którą uzyskał stopień doktora. W późniejszym czasie mianowany na profesora. 
Jego najważniejszym dorobkiem jest zbadanie ruchu własnego 3136 gwiazd z katalogu angielskiego astronoma Jamesa Bradleya (1693–1762), co ustanowiło pierwszą użyteczną metodę wydedukowania obrotu Drogi Mlecznej. W oparciu o tę pracę, dowiódł, że nie jest to możliwe, aby jedno masywne ciało usytuowane w centrum naszej galaktyki mogło być odpowiedzialnym za ruch gwiazd.
W 1862 jego kandydatura została zgłoszona do tytułu czynnego członka korespondenta Petersburskiej Akademii Nauk, jednak ze względu na polską narodowość i stanowczą postawę względem carskich władz został jedynie członkiem korespondentem.